# Jatropha pseudocurcas
Jatropha pseudocurcas är en törelväxtart som beskrevs av Johannes Müller Argoviensis. Jatropha pseudocurcas ingår i släktet Jatropha och familjen törelväxter. Inga underarter finns listade i Catalogue of Life.